# Concentrix
Concentrix (NASDAQ: CNXC

) er en amerikansk kundeservice- og erhvervsservicevirksomhed. Concentrix var et datterselskab til Synnex Corporation fra 2006 indtil den blev børsnoteret som et selvstændigt selskab 1. december 2020. Koncernens hovedkvarter er i Fremont, Californien. Deres årsomsætning er på 5,3 mia. $. Der er 440.000 ansatte.